# Kiasjön
Kiasjön är en sjö i Högsby kommun och Uppvidinge kommun i Småland och ingår i Alsteråns huvudavrinningsområde. Sjön har en area på 2,23 kvadratkilometer och ligger 168,2 meter över havet. Sjön avvattnas av vattendraget Badebodaån. Vid provfiske har bland annat abborre, braxen, gers och gädda fångats i sjön.

## Delavrinningsområde
Kiasjön ingår i det delavrinningsområde (633161-149012) som SMHI kallar för Utloppet av Kiasjön. Medelhöjden är 183 meter över havet och ytan är 12,81 kvadratkilometer. Räknas de 5 avrinningsområdena uppströms in blir den ackumulerade arean 245,43 kvadratkilometer. Badebodaån som avvattnar avrinningsområdet har biflödesordning 2, vilket innebär att vattnet flödar genom totalt 2 vattendrag innan det når havet efter 86 kilometer. Avrinningsområdet består mestadels av skog (64 procent) och jordbruk (14 procent). Avrinningsområdet har 2,21 kvadratkilometer vattenytor vilket ger det en sjöprocent på 17,2 procent.

## Fisk
Vid provfiske har följande fisk fångats i sjön:
- Abborre
- Braxen
- Gärs
- Gädda
- Gös
- Löja
- Mört
- Siklöja
- Sutare